# Bazzania rimosa
Bazzania rimosa är en bladmossart som beskrevs av Meagher. Bazzania rimosa ingår i släktet revmossor, och familjen Lepidoziaceae. Inga underarter finns listade i Catalogue of Life.